# Sexagesimaal talstelsel
Het sexagesimale stelsel (Latijn: sexagesimus, zestigste) of zestigtallig stelsel is een positiestelsel met als grondtal 60. Het wordt nog gebruikt bij de tijdmeting en de hoekmeting met een onderverdeling van uren en graden in minuten en seconden. Het getal 60 beschikt over twaalf factoren, namelijk 1, 2, 3, 4, 5, 6, 10, 12, 15, 20, 30 en 60. Hiervan zijn 2, 3 en 5 priemgetallen. Hierdoor kunnen sexagesimale getallen eenvoudig worden gedeeld in kleinere, gelijkwaardige secties, zoals van 30 minuten, 20 minuten, 15 minuten, 12 minuten, 5 minuten, 4 minuten, 3 minuten, 2 minuten en 1 minuut. 60 is het kleinste getal dat deelbaar is door elk getal van 1 tot 6.

## Geschiedenis
Al in 3300 v.Chr. maakten de Sumeriërs gebruik van het sexagesimale talstelsel. Ook in de Babylonische tijd, rond 2000 v.Chr. was het in de wiskunde in gebruik en daarin zijn duidelijk sporen herkenbaar van de Sumerische voorbeelden. De Arabische astronomen gebruikten de sexagesimale schrijfwijze voor tabellen en kaarten. Daarbij baseerden ze zich op de notatie van sexigesimale breuken van Ptolemeus, de beroemde Griekse astronoom. Zelfs wiskundigen als Fibonacci in het vroege Europa gebruikten dergelijke breuken. Het talstelsel had het voordeel dat er eenvoudig fracties konden worden bepaald. Het grondtal 60 is vermoedelijk gekozen, omdat het een opmerkelijk groot aantal echte delers heeft, namelijk 2, 3, 4, 5, 6, 10, 12, 15, 20 en 30.

## Babylon
De Sumeriërs stelden het getal 1 in hun spijkerschrift voor door een halve en het getal 10 door een hele cirkel. De Babyloniërs gebruikten eveneens slechts twee tekens om hun cijfers te vormen: een spijker voor het getal 1 en een staande wig voor 10. Hieronder staan enkele voorbeelden.
| 1 | 2 | 3 | 4 | 5 | 6 | 7 | 8 | 9 | 10 | 11 | 12 | 13 | 14 | 15 | 16 | 17 | 18 | 19 | 20 | 30 | 40 | 50 |
|   |   |   |   |   |   |   |   |   |    |    |    |    |    |    |    |    |    |    |    |    |    |    |

De getallen, eigenlijk cijfers, tot en met 59 – de nul was nog niet bekend – worden voorgesteld in een additief stelsel: de waarde wordt verkregen door optelling van de samenstellende enen en tienen. Deze cijfers worden vervolgens gebruikt in een positiestelsel met grondtal 60. Zo is:
 = 69     = 122      = 602.

## Geen nul
In het Sumerisch-Babylonische stelsel ontbreekt de nul. Hierdoor is een sexagesimaal cijfer op meerdere manieren te interpreteren. Zo kan het sexagesimale getal  (één spijker plus negen spijkers) 69 betekenen. Maar het kan ook 3609 (1*60*60+9) of 4140 (1*60*60+9*60 ) betekenen. Het kan zelfs een breuk zijn zoals 1+9/60. 